# Les Acteurs (film, 2003)
Pour ne pas confondre avec le film de Bertrand Blier, voir Les Acteurs.
Pour plus de détails, voir Fiche technique et Distribution.
Les Acteurs (The Actors) est un film britannico-germano--irlandais réalisé par Conor McPherson, sorti en salles en 2003 en Irlande et au Royaume-Uni et directement en DVD en 2007 en France .

## Fiche technique
- Titre : The Actors
- Réalisateur : Conor McPherson
- Scénario : Conor McPherson, d'après une histoire de Neil Jordan
- Musique : Michael Nyman
- Directeur de la photographie : Seamus McGarvey
- Montage : Emer Reynolds
- Distribution des rôles : Susie Figgis
- Création des décors : Mark Geraghty
  - Décorateur de plateau : Johnny Byrne
- Direction artistique : Ciara Gormley
- Costumes : Consolata Boyle
- Sociétés de production : Bórd Scannán na hÉireann, Close Call Films, Company of Wolves, FilmFour, Four Provinces Films, Scala Productions et Senator Film Produktion
- Distribution :  Acteurs Auteurs Associés
- Pays :  Royaume-Uni,  Allemagne,  Irlande
- Langue : anglais
- Format : 35mm – Couleurs – 1.85:1 — Son Dolby Digital
- Durée : 91 minutes
- Dates de sortie :
  -  Irlande : 17 avril 2003
  -  Royaume-Uni : 16 mai 2003
  -  France : 18 septembre 2007 (première DVD)

## Distribution
- Michael Caine : Anthony O'Malley
- Dylan Moran : Tom Quirk
- Michael Gambon : Barreller
- Lena Headey : Dolores
- Miranda Richardson : Mrs. Magnani
- Michael McElhatton : Jock
- Aisling O'Sullivan : Rita
- Ben Miller : Clive
- Abigail Iversen : Mary

## Réception
Les Acteurs a totalisé 107 593 entrées au box-office européen : attirant 95 622 entrées au Royaume-Uni, où il fait le meilleur score, 5 502 entrées en Espagne, 2 181 entrées en Grèce, 2 340 entrées en Italie, 406 entrées au Portugal et 1 542 entrées en Roumanie. Le film est nommé à quatre reprises à l'Irish Film and Television Awards